# Kurt Roth (Diplomat)
Kurt Roth (* 10. November 1931; † 14. Juni 1989) war ein deutscher Diplomat. Er war Botschafter der DDR in den ehemaligen portugiesischen Kolonien Guinea-Bissau und Kap Verde.

## Leben
Roth erlernte bis 1949 den Beruf des Schuhfacharbeiters. Von 1950 bis 1960 hatte er hauptamtliche Funktionen in der FDJ und der SED des Bezirks Suhl inne, unter anderem war er Mitarbeiter der SED-Bezirksleitung Suhl. Von 1960 bis 1964 studierte er am Institut für Internationale Beziehungen der Deutschen Akademie für Staats- und Rechtswissenschaft. Sein Studium schloss er als Diplom-Staatswissenschaftler ab. 
Ab 1964 war er Angehöriger des diplomatischen Dienstes der DDR. 1966 war er Mitarbeiter der DDR-Handelsvertretung in Algier, von 1968 bis 1972 Leiter der DDR-Handelsvertretung in Tunis und dann bis 1975 Sektorenleiter im Ministerium für Auswärtige Angelegenheiten der DDR. Von 1975 bis 1978 war er Botschafter in Bissau und von dort zweitakkreditiert in der Republik der Kapverden. Ab 1979 war er Sekretär für Afrika, den Nahen und Mittleren Osten des Solidaritätskomitees der DDR. Zuletzt war er Präsident der Freundschaftsgesellschaft DDR-Guinea-Bissau und Mitarbeiter des Instituts für Internationale Beziehungen an der Akademie für Staats- und Rechtswissenschaften der DDR.
Er starb im Alter von 57 Jahren und wurde auf dem Zentralfriedhof Friedrichsfelde bestattet.

## Schriften
- On the Activities of the GDR’s Solidarity Committee in the International Anti-Apartheid Year. In: Gerhard Brehme, Hans Kramer (Hrsg.): Apartheid – Mass Violation of Human Rights (Asia, Afrika, Lateinamerika, Bd. 6). Akademie Verlag, Berlin 1980.

## Auszeichnungen
- Orden Banner der Arbeit Stufe III (1978)[3]
- Vaterländischer Verdienstorden in Bronze (1982)